# Bauernmarkt (Wien)
Der Bauernmarkt ist eine Gasse im 1. Wiener Gemeindebezirk, der Inneren Stadt. Der Name ist seit dem 16. Jahrhundert in Verwendung. Die Gasse ist aus mehreren älteren Gassen zusammengewachsen und besteht in ihrer heutigen Länge seit 1913.

## Geschichte
Der Bauernmarkt war ursprünglich ein Verkehrsweg, der den Petersfreithof mit dem Hohen Markt verband. Für den Abschnitt zwischen Freisingergasse und Landskrongasse ist 1302 der Name Münzerstraße urkundlich bezeugt, weil das Gewerbe der Münzer in der Schlagstube in der heutigen Landskrongasse ausgeübt wurde. (Die Münzerstraße schien noch um 1830 auf dem Vasquez-Stadtplan auf.) Zwischen 1547 und 1848 wurde nur mehr der Abschnitt zwischen Brandstätte und Landskrongasse Münzerstraße bzw. Münzergasse genannt, während der südlichste Teil zwischen Freisingergasse und Brandstätte Bauernmarkt und 1710 Alter Bauernmarkt hieß. Auf dem erstmals 1440 genannten pawrnmarkt verkauften die Bauern aus der Umgebung Wiens ihre Erzeugnisse selbst. Dabei handelte es sich im 16. Jahrhundert vor allem um Milch, Käse, Schmalz, Kraut und Trauben. Als Anfang des 18. Jahrhunderts den Bauern andere Plätze für ihren Direktverkauf zugewiesen wurden, hielt sich der Name Bauernmarkt dennoch weiter für die Straße.

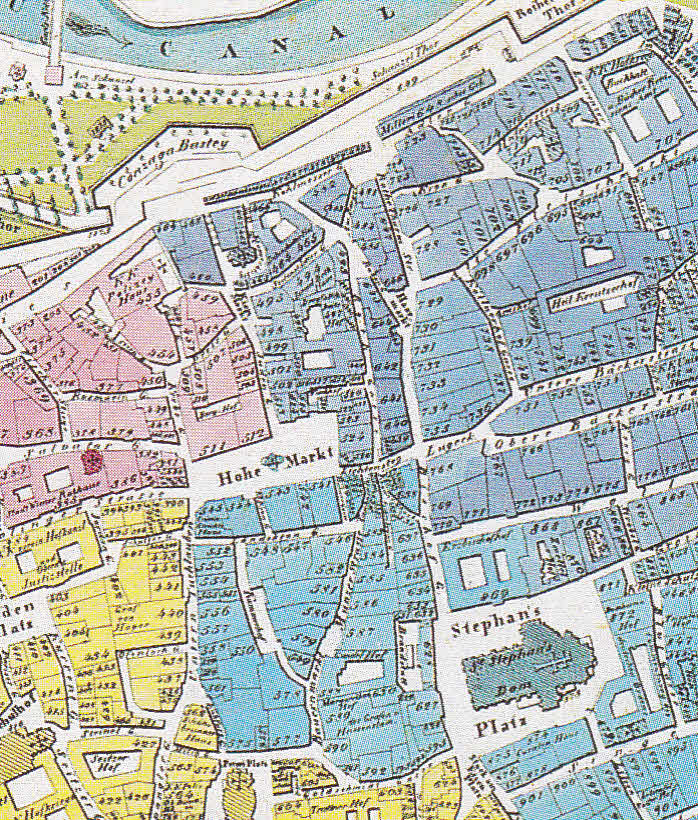
Der Bauernmarkt im dicht verbauten Kärnthnerviertl zwischen Hohem Markt und Stephansplatz, kartografiert von Carl Graf Vasquez um 1830

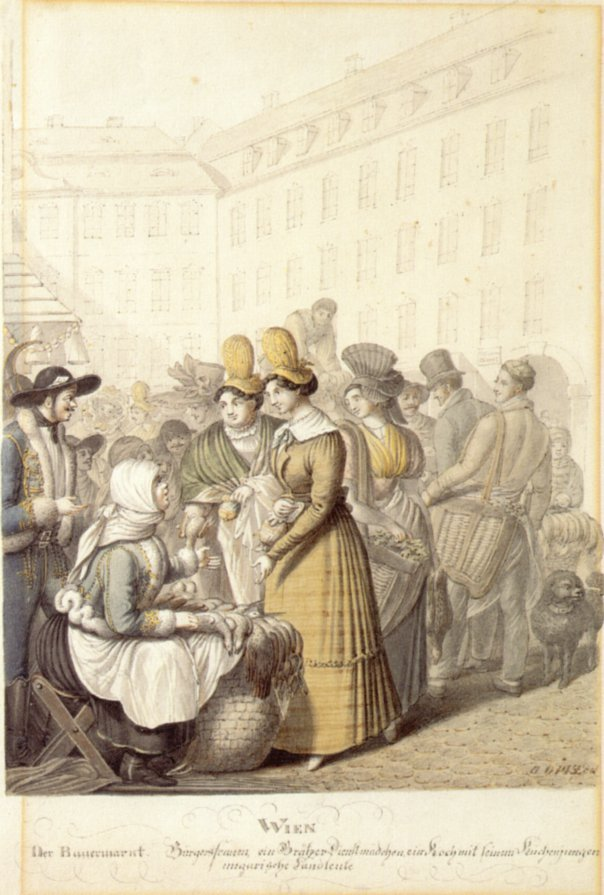
Georg Emanuel Opitz, Am Bauernmarkt (um 1825/30), Wien Museum

Der Abschnitt zwischen Landskrongasse und Hohem Markt bzw. Lichtensteg gabelte sich ursprünglich in zwei Gassen, die durch einen Häuserblock mit sieben kleinen Häuschen getrennt waren. Die westliche, zum Hohen Markt führende Gasse ist 1291 als Hühnerbühl, um 1300 als Hühnerlucke, 1360 als Gäßlein am Hühnerbühl und 1371 bzw. noch 1527 als Hühnergässel bekannt gewesen. 1509 und 1664 sprach man auch vom Sulzgässel, 1701 und noch 1827 hieß die kleine Straße Hühnergasse. Hier wurden Hühner und Sülze verkauft, die Bezeichnung Bühl verweist auf eine kleine Geländeerhebung.
Die östlichere Gasse hieß 1369 Refellucke, weil hier die Refler (Schuhflicker) ansässig waren. Da diese aber nicht lang danach in die Irisgasse übersiedelten, scheint 1388 bereits der Name Unter den Taschnern auf, weil am Lichtensteg dieses Gewerbe ausgeübt wurde. 1461 hieß die Gasse dann Taschnergässel; der Name schien noch um 1830 auf dem Stadtplan auf. 1844 riss man die Häuser zwischen Hühnergasse und Taschnergässel ab, verbaute das Taschnergässel, verbreiterte die Hühnergasse und rechnete sie fortan zur Münzerstraße.
1862 erhielt der gesamte Straßenzug von der Freisingergasse bis zum Hohen Markt den Namen Bauernmarkt, während sich noch bis ins 20. Jahrhundert im Volksmund die Bezeichnung Alter Bauernmarkt hielt. Seit 1876 münden die Jasomirgottstraße und die Brandstätte in den Bauernmarkt ein. 1913 wurde im Zusammenhang mit dem Bau des Ankerhofs, zwischen dessen beiden Bauteilen er seither verläuft, der Bauernmarkt vom Hohen Markt nach Norden über den Fischhof bis zum Fleischmarkt verlängert.

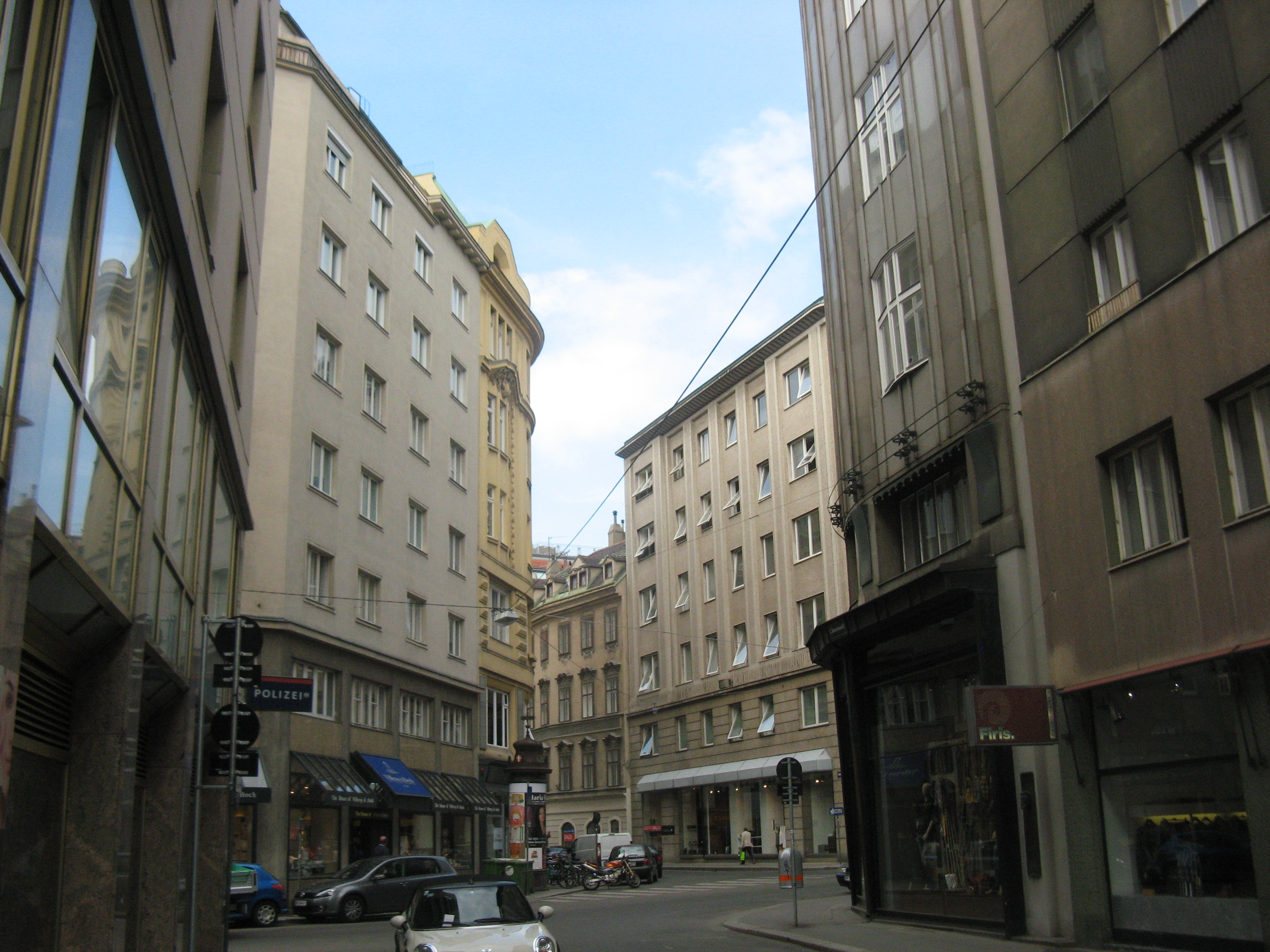
Der Bauernmarkt rund um die Brandstätte

## Lage und Charakteristik
Bedingt durch seine Geschichte besitzt der Bauernmarkt keinen einheitlichen Charakter; es sind noch die ursprünglich verschiedenen Gassenabschnitte zu erkennen. Beginnend bei der Freisingergasse, wo auch die Hausnummern beginnen, wendet sich der Bauernmarkt in nordöstlicher Richtung bis zur Brandstätte, setzt sich von dort (etwas weiter östlich als bei der Einmündung in die Brandstätte) bis zur Landskrongasse fort, verengt sich weiter bis zum Hohen Markt, nach dem die Ankeruhr den 1913 hinzugekommenen Gassenteil des Bauernmarkts überspannt, und mündet schließlich im Norden nahe der Jerusalemstiege zum höher gelegenen Desider-Friedmann-Platz in den Fleischmarkt. Die höchsten Hausnummern, Ecke Fleischmarkt, sind 21 und 24.
Der Bauernmarkt wird als Einbahnstraße geführt, abwechselnd in anderer Richtung zwischen Freisingergasse und Brandstätte, zwischen Brandstätte und Hohem Markt und zwischen Hohem Markt und Fleischmarkt. Es verkehren keine öffentlichen Verkehrsmittel.
Die Verbauung der Straße ist heterogen. Sie besteht aus einem barocken Gebäude im Süden, aus historistischen, secessionistischen und modernen Gebäuden im mittleren Abschnitt und aus einem einheitlichen späthistoristischen Ensemble im Norden. Der Bauernmarkt wird von Geschäftslokalen und zahlreichen Restaurants gesäumt.

## Gebäude

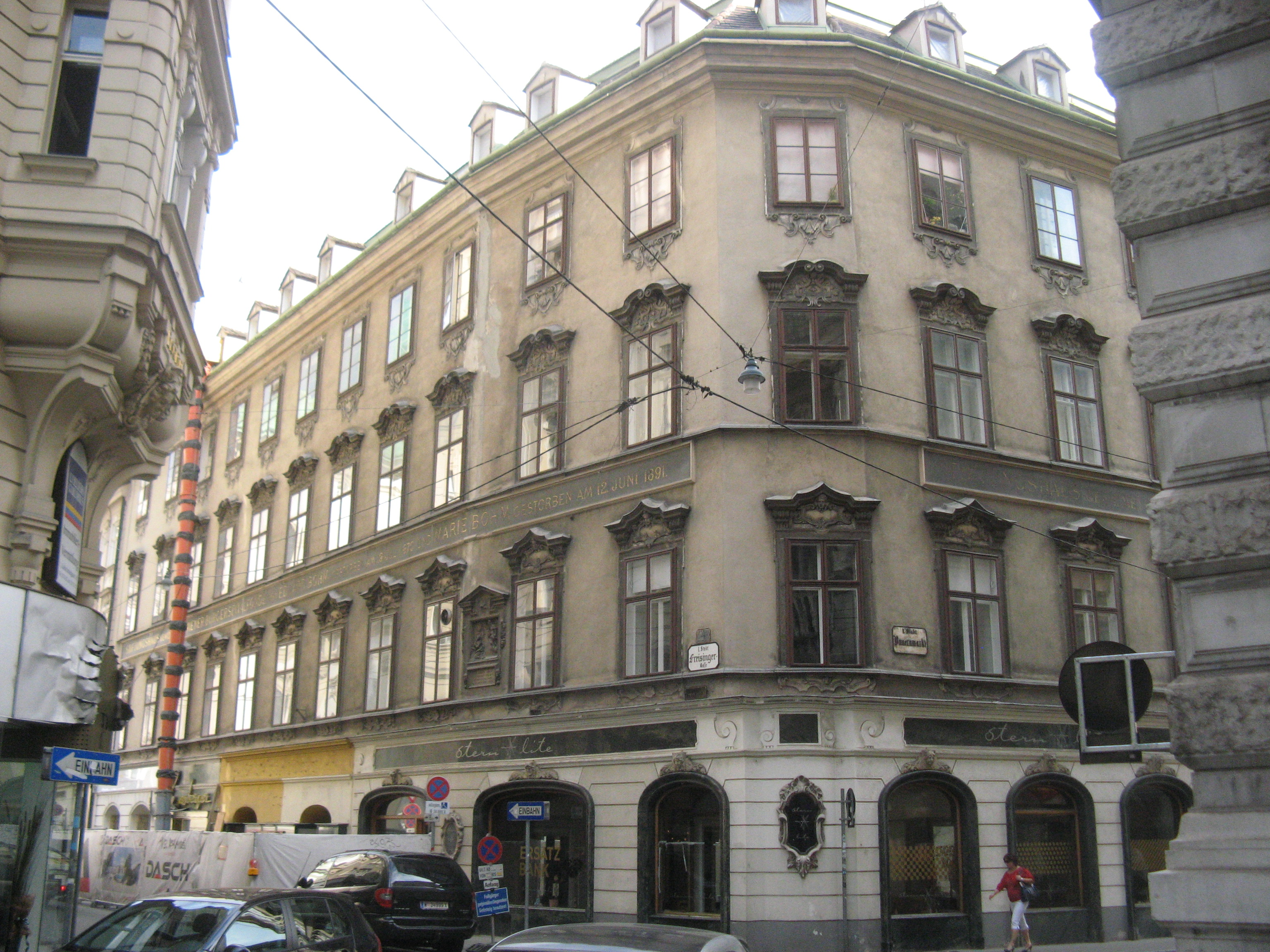
Oppenheimersches Haus

Gebäude mit ungeraden Nummern befinden sich an der nordwestlichen Gassenseite, Gebäude mit geraden Nummern an der südöstlichen.

### Nr. 1: Oppenheimersches Haus
Das auch als Zur Brieftaube bekannte barocke Bürgerhaus war im Besitz des jüdischen Geldgebers Kaiser Leopolds I., Samuel Oppenheimer. Dieser hatte als einziger Jude das Privileg erhalten, sich im Zentrum Wiens anzusiedeln. Am 21. Juni 1700 kam es, ausgelöst durch das Lachen zweier Diener Oppenheimers über das Benehmen von zwei Rauchfangkehrern, zu einem Aufruhr gegen die Juden, bei welchem die Wohnung Oppenheimers geplündert und alle Kassen aufgebrochen wurden. Daraufhin wurde ein Mann gehängt, andere wurden verhaftet, fremde Juden ausgewiesen. In der zweiten Hälfte des 19. Jahrhunderts stifteten Eduard und Maria Böhm das Gebäude dem Wiener Bürgerspitalfonds, wie eine große Aufschrift mitteilt.
Das große Eckhaus, das sich in der Freisingergasse bis zum Petersplatz erstreckt, hat eine mehrfach geknickte Fassade, wobei die Ecke abgeschrägt ist. Sein Kern stammt aus dem Mittelalter, große Teile sind aus dem 17. Jahrhundert, Anfang des 18. Jahrhunderts wurde umgebaut. Die ursprüngliche Einfahrt wurde in ein 1927 von Bothe und Ehrmann gestaltetes Geschäftslokal integriert; darüber ist noch ein Hausrelief mit der Darstellung von Mariä Verkündigung zu sehen sowie ein lateinischer Text, der Maria um Hilfe gegen die Pest anruft, wahrscheinlich aus dem vierten Viertel des 17. Jahrhunderts. Die Fenster weisen reich dekorierte Verdachungen auf. Im unregelmäßigen Innenhof befinden sich teilweise verglaste Pawlatschengänge und ein Hofbrunnen mit einer barocken Steinstatue des hl. Johannes Nepomuk vom Ende des 17. Jahrhunderts. Remisen und ein maskenbesetzter Laternenarm sind aus der zweiten Hälfte des 19. Jahrhunderts. Das Gebäude steht unter Denkmalschutz. Das Gebäude wurde 2020 zeitgleich zu einer verkehrsberuhigenden Umgestaltung der umgebenden Straßen renoviert und zu einem Luxushotel umfunktioniert, wobei die vergoldeten Schriftzüge entfernt und der ursprüngliche Fensterstuck wiederhergestellt wurde.

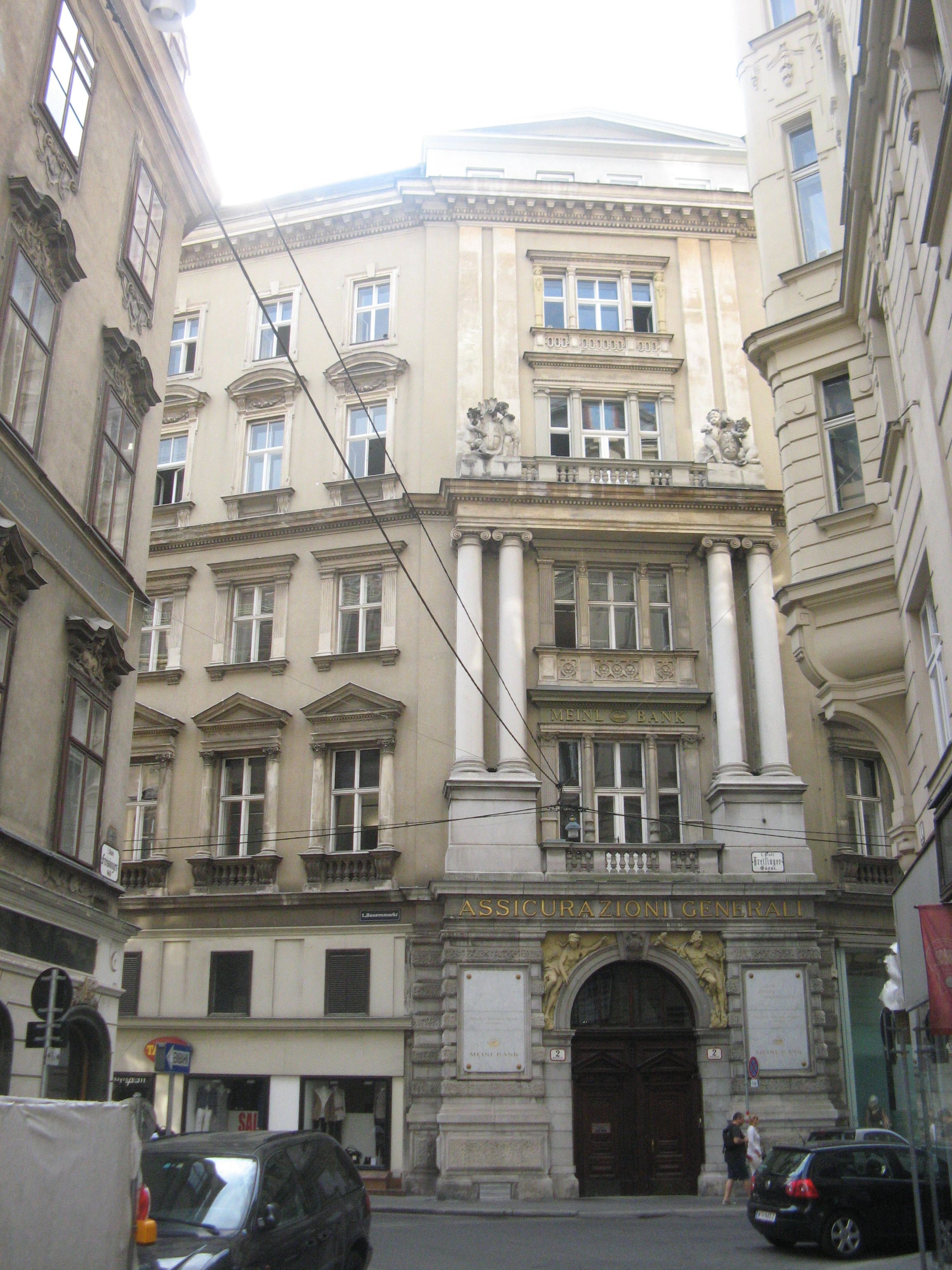
Assicurazioni Generali

### Nr. 2: Gebäude der Assicurazioni Generali
Das Haus für Assicurazioni Generali, die 1831 im bis 1918 österreichischen Triest gegründete Versicherungsgesellschaft, errichtete Otto Thienemann 1880 im historistischen Stil in Formen der Neu-Wiener Renaissance. Es besitzt einen geknickten Fassadenverlauf an der Einmündung des Bauernmarkts in die Freisingergasse. In der Sichtachse vom Petersplatz liegt der übergiebelte Mittelrisalit mit dem Rundbogenportal und Skulpturen von Rudolf Weyr in den Zwickeln. Darüber befinden sich im Hauptgeschoß ionische Doppelsäulen, auf denen wappenhaltende Putten stehen. Die Fensterreihen besitzen geschoßweise unterschiedliche Formen und Verdachungen, dazwischen liegen kräftige Kordongesimse. Im Inneren befindet sich das Vestibül mit Bogennischen zwischen korinthischen Pilastern auf hohen Sockeln und eine Kassettendecke. Das Gebäude steht unter Denkmalschutz.

### Nr. 2A: Ehemals Margaretenhof
Auf den einstigen Konskriptionsnummern 590 und 591 der Münzerstraße, die die heutigen Hausnummern 2 und 2A des Bauernmarkts und 3, 4, 5, 6 und 7 der Jasomirgottstraße bilden, befand sich einst der Margaretenhof, der 1327 erstmals urkundlich erwähnt wurde. Wahrscheinlich um 1250/60 wurde hier von Paltram vor dem Freithof die Margaretenkapelle gestiftet und 1310 erstmals erwähnt. 1587 gehörte der Margaretenhof dem Wiener Bürger und Handelsmann Hans Prämer. Einige Jahre befand sich hier der Sitz der Freimaurer. Während eines Festes wurde das Haus 1743 vom Militär (das damals auch die Polizeiagenden führte) besetzt, die Teilnehmer wurden verhaftet, darunter auch die Grafen Starhemberg und Trauttmansdorff. Die Margaretenkapelle wurde 1782 profaniert. Beim Abriss des Gebäudes 1880 fand man romanische Architekturspolien in den Fundamenten, die sich heute im Wien Museum befinden.
Das heute hier befindliche spätsecessionistische Wohn- und Geschäftshaus wurde 1911/12 von Wilhelm Schallinger errichtet und steht unter Denkmalschutz. Es hat die Hauptadresse Jasomirgottstraße 6–8.

### Nr. 3: Bürohaus
Das Eckhaus wurde 1958/62 von den Architekten Wiser, Pfaffenbichler und Bamer errichtet und befindet sich an der Hauptadresse Brandstätte 7–9. Hier befand sich um die Jahrhundertwende die berühmte Buchhandlung von Hugo Heller. Das Gebäude war seit 1902 im Besitz der Ersten Allgemeinen Unfall- und Schadensversicherungs-Gesellschaft und wurde im Jahre 1904 neugebaut bzw. renoviert. Heute befindet sich der Eingang in das Gebäude in der Brandstätte 5. Im ehemaligen Geschäftslokal Hugo Heller & Cie. am Bauernmarkt 3 ist derzeit eine Boutique für
Designermode untergebracht.

### Nr. 4: Gundelhof
An Stelle des heutigen, 1949 errichteten Eckhauses befand sich der alte Gundelhof. Eine hier gelegene Thomaskapelle wurde schon 1343 erwähnt. Im Biedermeier befand sich hier der Sonnleithnersche Salon, in dem Franz Schubert und seine Freunde, Franz Grillparzer und Caroline Pichlerverkehrten. In den 1850er Jahren zählten Clara Schumann, Johannes Brahms und Joseph Joachim zu den Mitwirkenden anspruchsvoller musikalischer Soireen. Das zuletzt im Besitz von Salomon Rothschild befindliche Haus wurde 1877 durch einen Neubau ersetzt, der im April 1945 ausbrannte und 1949 wiedererrichtet wurde.

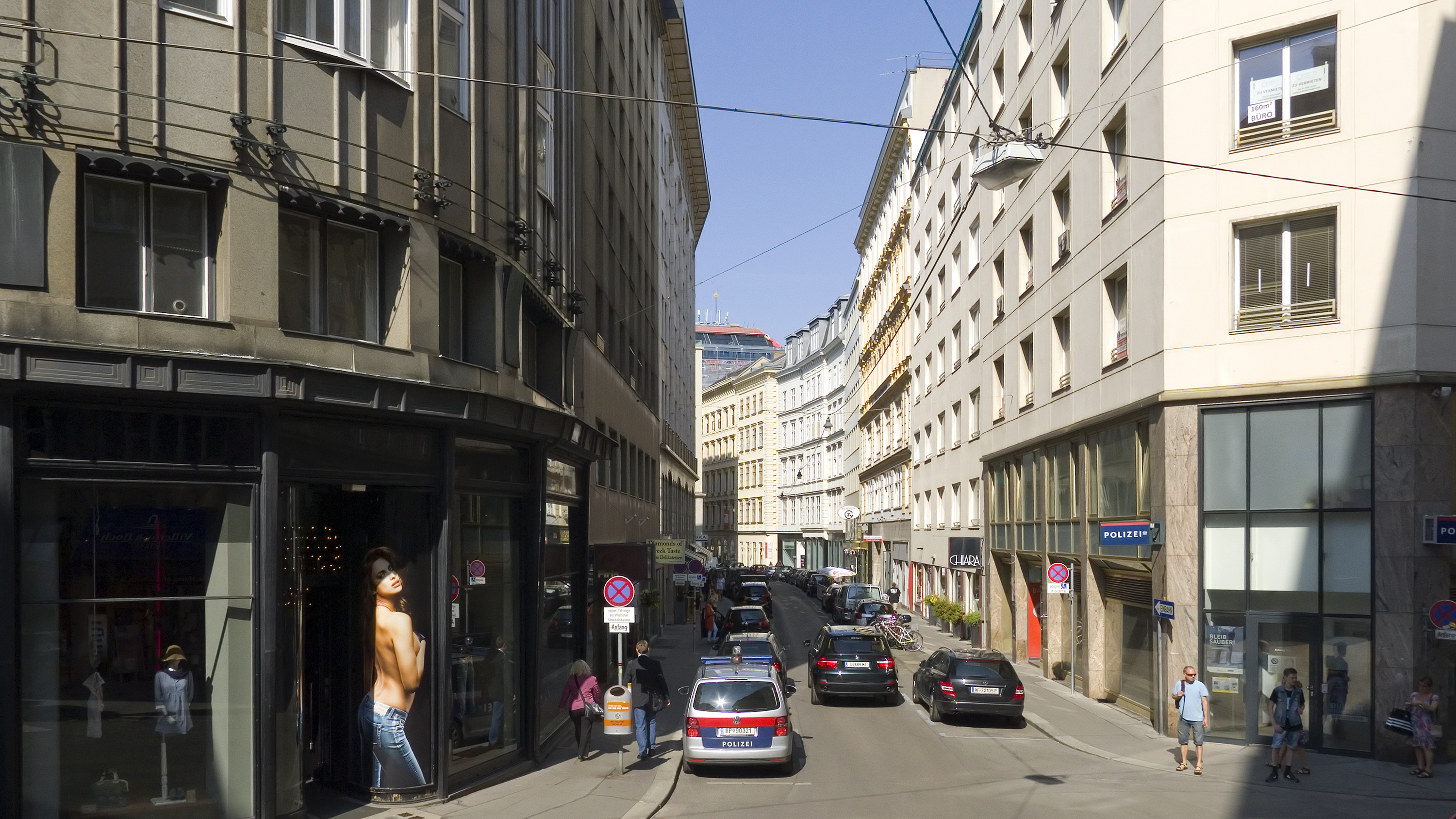
Bauernmarkt beim Zacherlhaus gegen Norden

### Nr. 5, 7: Zacherlhaus
→ siehe unter Hauptartikel Zacherlhaus
Das als Wohn- und Geschäftshaus 1903–1905 von Josef Plečnik für den Fabrikanten Johann Evangelist Zacherl errichtete Zacherlhaus ist einer der bedeutendsten Jugendstilbauten Wiens. An der Seite zum Bauernmarkt befindet sich eine Gedenktafel mit Porträtrelief für Plečnik aus dem Jahr 2005. Das Gebäude hat die Hauptadresse Wildpretmarkt 2–4 und auf der Brandstätte die Nr. 6 (mit dieser Adresse, der prominentesten der drei Gassen, scheint es in Architekturpublikationen auf).

### Nr. 6: Wohnhaus
Das Eckhaus wurde 1956/60 von Siegfried Theiss, Hans Jaksch, Walter Jaksch, Bruno Doskar und Norbert Schlesinger errichtet. Es befindet sich an der Hauptadresse Brandstätte 4.

### Nr. 8: Wohnhaus
Das schmucklose Wohnhaus mit sieben Geschoßen wurde 1964 von Josef Vytiska errichtet. In einem Vorgängerbau war bis 1883 der Wiener Zweig der Imperial Continental Gas Association tätig, die Gaswerke in Wien betrieb (siehe Henry James Drory).

### Nr. 9: Wohnhaus
Das Wohnhaus mit acht Geschoßen wurde 1953 von Rudolf Sorgo erbaut.

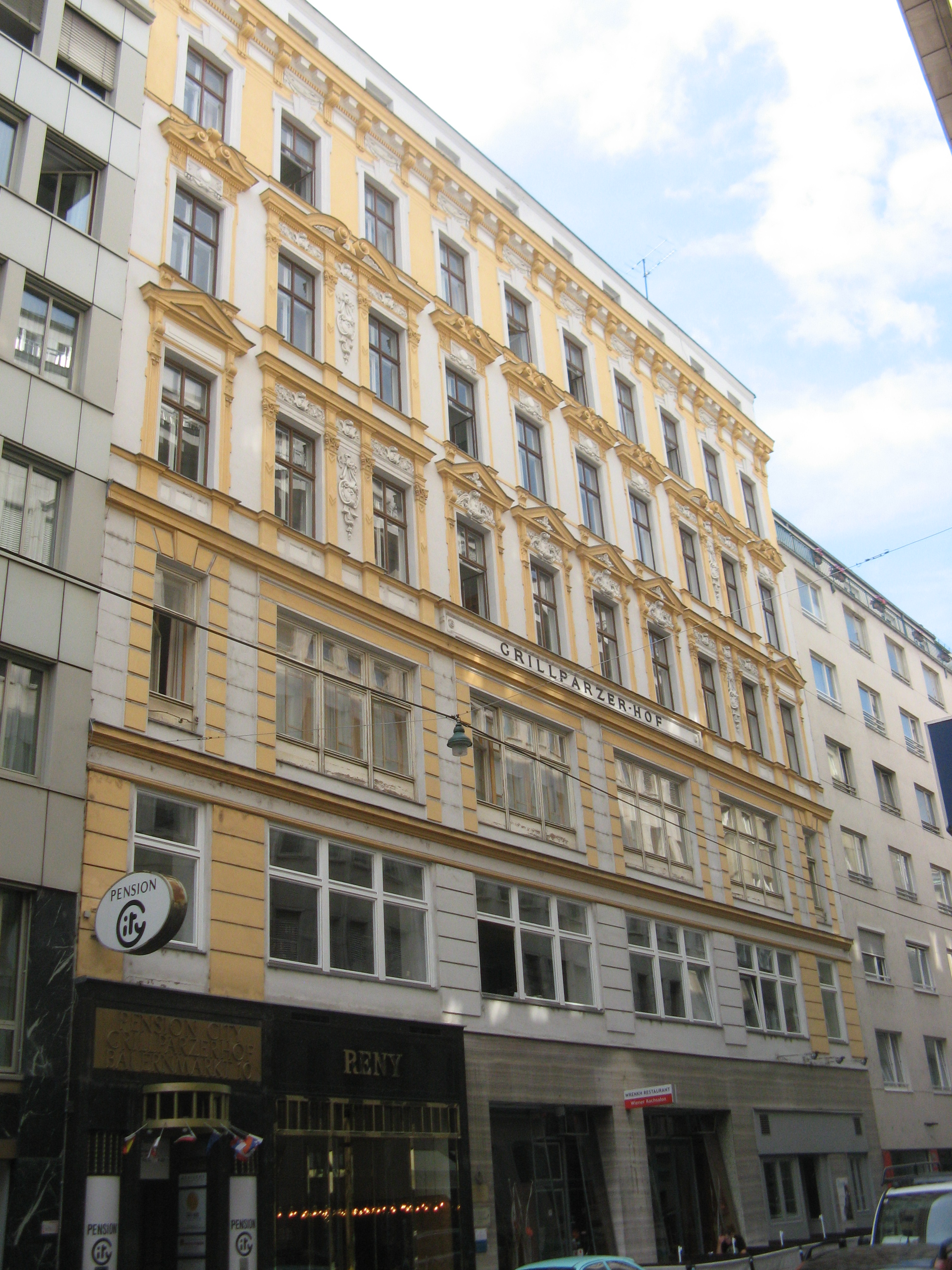
Grillparzerhof

### Nr. 10: Grillparzerhof
Hier befand sich ursprünglich das Haus Zum goldenen Wagen, ein Durchhaus von der Münzerstraße zur Kramergasse. Besitzer waren 1371–1385 Nikolaus Poll, 1451 Hanns Waldner, ab 1593 Mitglieder der Familie Kirchamer und 1689 der kaiserliche Kammerdiener Johann Baptist Locatelli. 1699 trug es das Hausschild Zur weißen Taube. 1791 wurde Franz Grillparzer in der Wohnung seiner Eltern, des Hof- und Gerichtsadvokaten Wenzel Grillparzer und seiner Frau Anna Sonnleithner, im 1. Stock des Hinterhauses geboren. 1839 gelangte das Haus in den Besitz des Obersthofmeisters Graf Moritz Dietrichstein-Proskau-Leslie, der seinerzeit den Sohn Napoleons, in Österreich als Herzog von Reichstadt bekannt, im Auftrag seiner Mutter erzogen hatte. Nach Dietrichsteins Tod 1864 kaufte der Seidenhändler Eduard Richter das Haus. Die Kellerräume des Gebäudes sollen so groß gewesen sein, dass sie sogar mit den Katakomben von St. Stephan in Verbindung standen. Das dreistöckige Haus wurde 1894/95 durch den heutigen Grillparzerhof ersetzt. Bei den Bauarbeiten stieß man auf Teile der römischen Lagermauer von Vindobona.

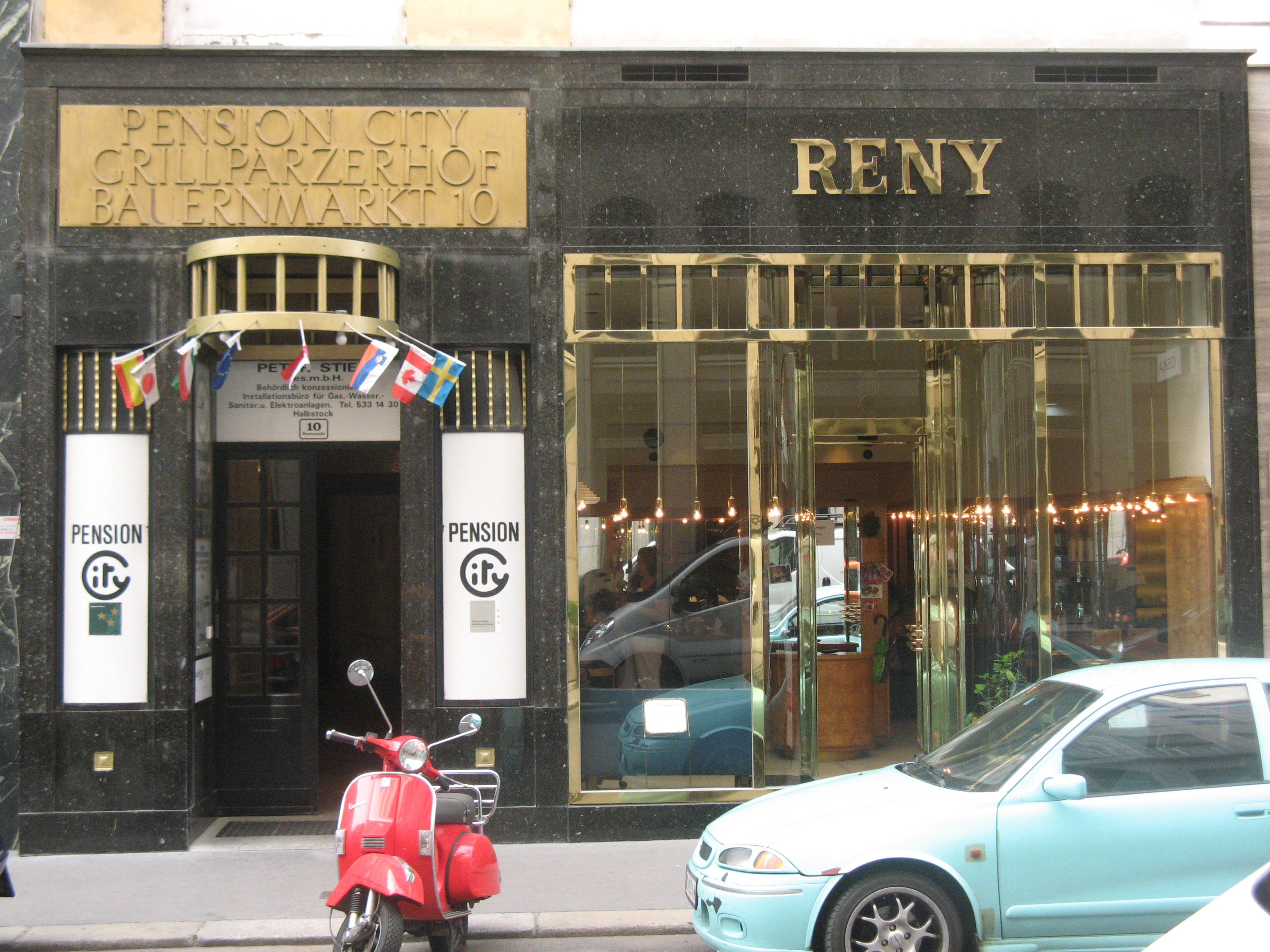
Damenfriseur Reny

Das späthistoristische Miethaus wurde 1894/95 von Moses Max Löw errichtet. Die unteren Geschoße zeigen eine vereinfachte Fassadengestaltung, darüber sind die Fensterrahmungen reich dekoriert und seitlich zu Doppelachsen zusammengefasst. Bemerkenswert sind die Geschäftsportale des Hauses. Das Restaurant Wrenck wurde 1989 von Gregor Eichinger und Christian Knechtl gestaltet, der Damenfriseur Reny 1984 von Helmut Gatterer, wobei er eine Geschäftsfront von Arthur Baron aus dem Jahr 1912 einbezog. Im Foyer mit neobarockem Stuckdekor befinden sich die Gedenktafel für Grillparzer aus dem Jahr 1873 vom Vorgängerbau und eine zeitgenössische Marmortafel mit Medaillonnische, wobei die dortige Grillparzerbüste verschollen ist. Die Ausstattung des Foyers und des Stiegenhauses ist in ihrer ursprünglichen Gestaltung von Bodenfliesen, Fenstern, Geländern und Aufzug erhalten.

### Nr. 11, 13: Ehemals Bellegardehof
Am Bauernmarkt befanden sich das Haus mit der Konskriptionsnummer 582 und Ecke Landskrongasse die Nr. 546. Dieses Patrizierhaus gehörte im 14. Jahrhundert dem Kaplan Johann Poll und im 15. Jahrhundert Angehörigen der Erbbürgerfamilie Perman. 1828–1831 kamen diese und zwei weitere Häuser in der Landskrongasse in den Besitz der Gräfin Julie Bellegarde (siehe Palais Bellegarde), die sie bis 1835 durch den Bellegardehof ersetzen ließ. Der 1899–1901 errichtete Neue Bellegardehof wurde 1945 durch Bomben völlig zerstört und 1951 durch ein modernes Bürohaus ersetzt. Der heutige große Bürokomplex, 1985 fertiggestellt, stammt von Alfred Nürnberger und hat die Hauptadresse Landskrongasse 3.

### Nr. 12: Bürohaus
Das Bürohaus wurde 1960 von Edmund Bamer und Hugo Durst errichtet.

### Nr. 14: Spätklassizistisches Miethaus
Das 1842 von Josef Kastan errichtete spätklassizistische Miethaus mit pilastergegliedertem Mittelrisalit besitzt um die Ecke auch die Adresse Ertlgasse 3 und in der Parallelgasse zum Bauernmarkt die Hauptadresse Kramergasse 9.

### Nr. 15: Wohnhaus
Das Wohnhaus wurde 1955 von Josef Vytiska errichtet. Es weist die Hauptadresse Landskrongasse 2 auf, eine weitere Adresse ist Hoher Markt 1.

### Nr. 16: Frühhistoristisches Eckhaus
Das frühhistoristische Eckhaus wurde 1842 von Franz Ram erbaut. Es hat die Hauptadresse Ertlgasse 4 und die weitere Adresse Kramergasse 11.

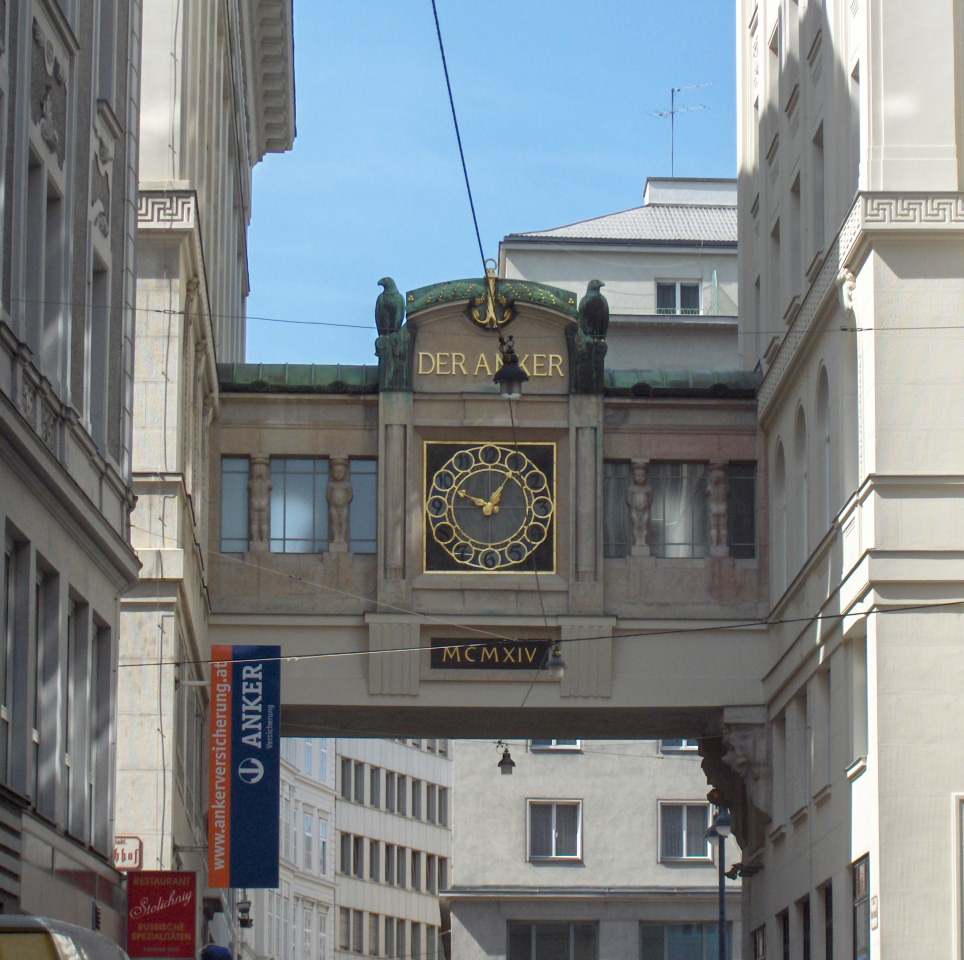
Die Ankeruhr von Norden den Bauernmarkt überspannend

### Nr. 17, 20: Ankerhof
Der neoklassizistische Ankerhof wurde 1912–1914 von Ernst Gotthilf und Alexander Neumann für die Anker-Versicherung (seit 2006 Helvetia Versicherungen) errichtet, die hier seit 1869 ihren Sitz hat. Die beiden Bauteile Hoher Markt 10–11 / Bauernmarkt 17 und Hoher Markt 12 / Bauernmarkt 20 werden durch die Ankeruhr über den Bauernmarkt hinweg miteinander verbunden. Sie wurde 1911–1914 von Franz Matsch geschaffen und ist eines der herausragendsten Jugendstil-Bauwerke Wiens. Jede Stunde sind zwölf Persönlichkeiten aus der österreichischen Geschichte zu sehen, verbunden mit einem gespielten Musikstück. Die Uhr steht unter Denkmalschutz. Der Bauernmarkt wurde 1913, im Zusammenhang mit dem Bau des Ankerhofs, vom Hohen Markt zum Fleischmarkt verlängert.

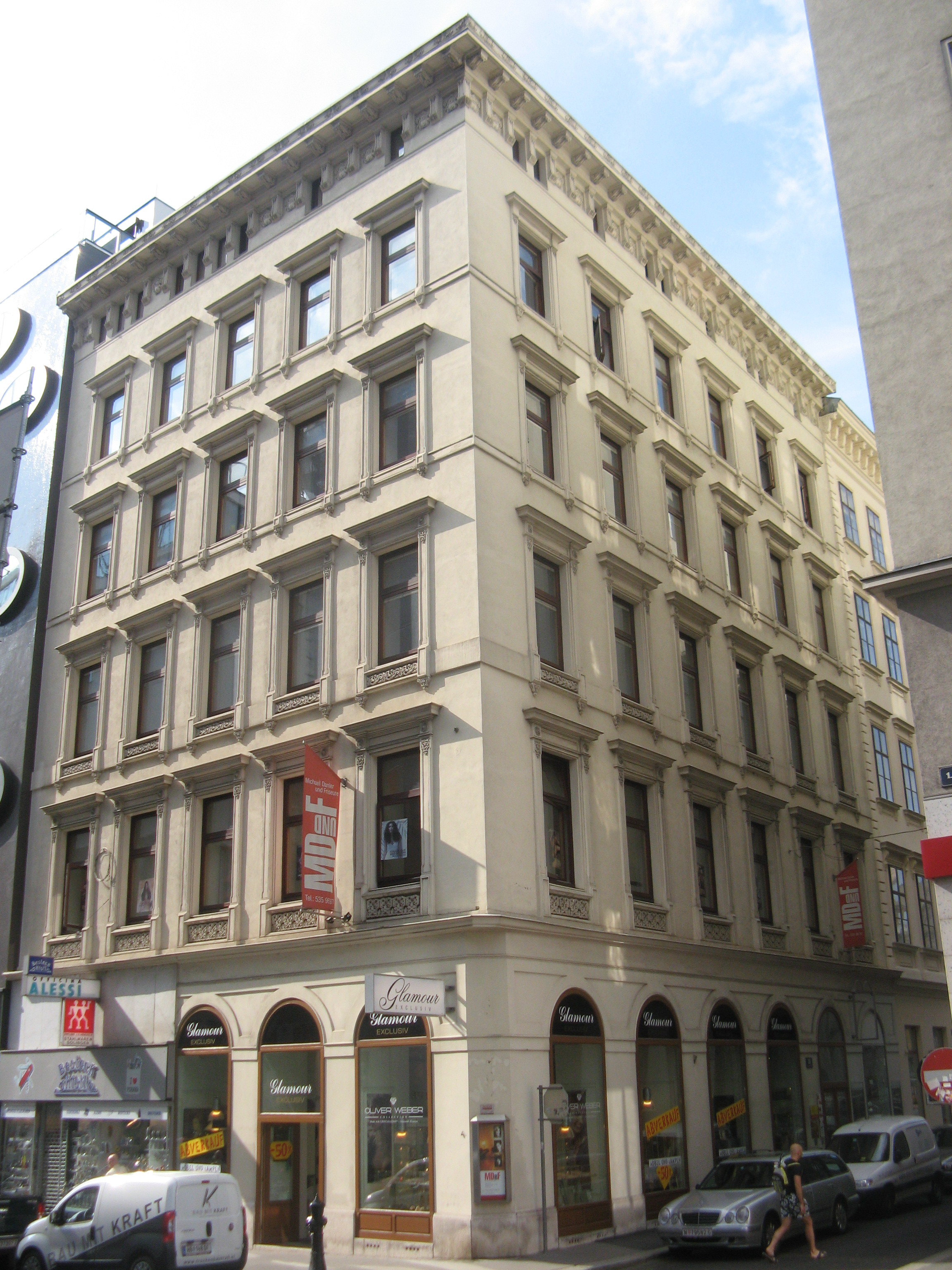
Eckhaus Lichtensteg/Bauernmarkt

### Nr. 18: Frühhistoristisches Eckhaus
Das südöstliche Eckhaus zum Lichtensteg wurde 1843 von Carl Högl im frühhistoristischen Stil errichtet. Das fünfgeschoßige Gebäude ist symmetrisch durch Rundbögen im Erdgeschoß und reich gerahmte und gerade verdachte Fensterreihen gegliedert. Weiters besitzt die Fassade ein kräftig hervortretendes Konsolkranzgesims. Im längsovalen Stiegenhaus befinden sich noch Geländer und teilweise Türen aus der Bauzeit.
Die folgenden Gebäude, die nach der Demolierung älterer, anders erschlossener Häuser errichtet wurden, wurden wie der Ankerhof (Nr. 17 und 20) erst 1913 Teile des Bauernmarkts:

### Nr. 19: Miethaus
Das Miethaus gegenüber dem Fischhof wurde 1910 von Anton Hein erbaut, der auch Nr. 21, Nr. 22 und Nr. 24 baute. Das sechsgeschoßige Gebäude besitzt eine secessionistische Fassade, die Fenster sind dezent durch Eierstäbe gerahmt. Im Inneren zeigt das Foyer Leuchter, Windfangtüren und Bodenfliesen, das Stiegenhaus Wandfliesendekor, Geländer, Handläufe, Aufzug, Aufzuggitter und teilweise Türen aus der Bauzeit.

### Nr. 21: Eckhaus
Das Eckhaus zum Fleischmarkt wurde 1910 von Anton Hein errichtet, der auch Nr. 19, Nr. 22 und Nr. 24 baute. Hervorstechend ist der turmartige Eckerker mit Laternenhelm am sechsgeschoßigen Gebäude. Die Fenster zeigen eine schlichte ornamentale Rahmung, im Inneren sind die Bodenfliesen und Windfangtüren im marmorverkleideten Foyer sowie der Wandfliesendekor, Geländer, Handläufe, Aufzug, Aufzuggitter und teilweise Türen im Stiegenhaus aus der Bauzeit.

### Nr. 22: Späthistoristisches Eckhaus
Das Eckhaus zum Fischhof wurde 1908 von Anton Hein erbaut, der auch Nr. 19, Nr. 21 und Nr. 24 baute. Das sechsgeschoßige Gebäude zeigt neobarocke Formen im späthistoristischen Stil. Die Fassade ist durch die Fensterreihen, Putzgliederung und Plattendekor gekennzeichnet. Das Erdgeschoß wurde 1920 durch Alex Osterberger für das Imperial-Kino verändert. Im Stiegenhaus sind die schmiedeeisernen Geländer und Aufzuggitter sowie die Wand- und Bodenfliesen aus der Bauzeit beachtenswert. Das Haus steht unter Denkmalschutz.

### Nr. 24: Späthistoristisches Eckhaus
Das an drei Seiten freistehende Eckhaus zum Fleischmarkt 6 und zur Rotgasse 11 wurde 1908 von Anton Hein errichtet, der auch Nr. 19, Nr. 21 und Nr. 22 baute. Wie das Nebenhaus Nr. 22 ist es in neobarocken Formen im späthistoristischen Stil gestaltet, wie das gegenüber liegende Haus Nr. 19 besitzt es einen auffallenden turmartigen Eckerker mit Laternenhelm. Im Haus befindet sich das Kino CineCenter, das früher das Filmstudio der Belvedere-Film war. Eine Gedenktafel an der Seite des Bauernmarkts erinnert daran.